# New York Islanders
New York Islanders är en amerikansk ishockeyorganisation vars lag är hemmahörande i Elmont i New York och har varit medlemsorganisation i National Hockey League (NHL) sedan organisationen bildades den 8 november 1971. Hemmaarenan heter UBS Arena och invigdes den 19 november 2021. Laget spelar i Metropolitan Division tillsammans med Carolina Hurricanes, Columbus Blue Jackets, New Jersey Devils, New York Rangers, Philadelphia Flyers, Pittsburgh Penguins och Washington Capitals.
Islanders har vunnit Stanley Cup för säsongerna 1979–1980, 1980–1981, 1981–1982 och 1982–1983. De har haft en del namnkunniga spelare genom åren som bland andra Mike Bossy, Denis Potvin, Bryan Trottier, Pat LaFontaine, Billy Smith, John Tavares, Pierre Turgeon, Bob Nystrom, Butch Goring och Aleksej Jasjin.

## Historia

### 1970-talet: klubben bildas och klättrar mot toppen

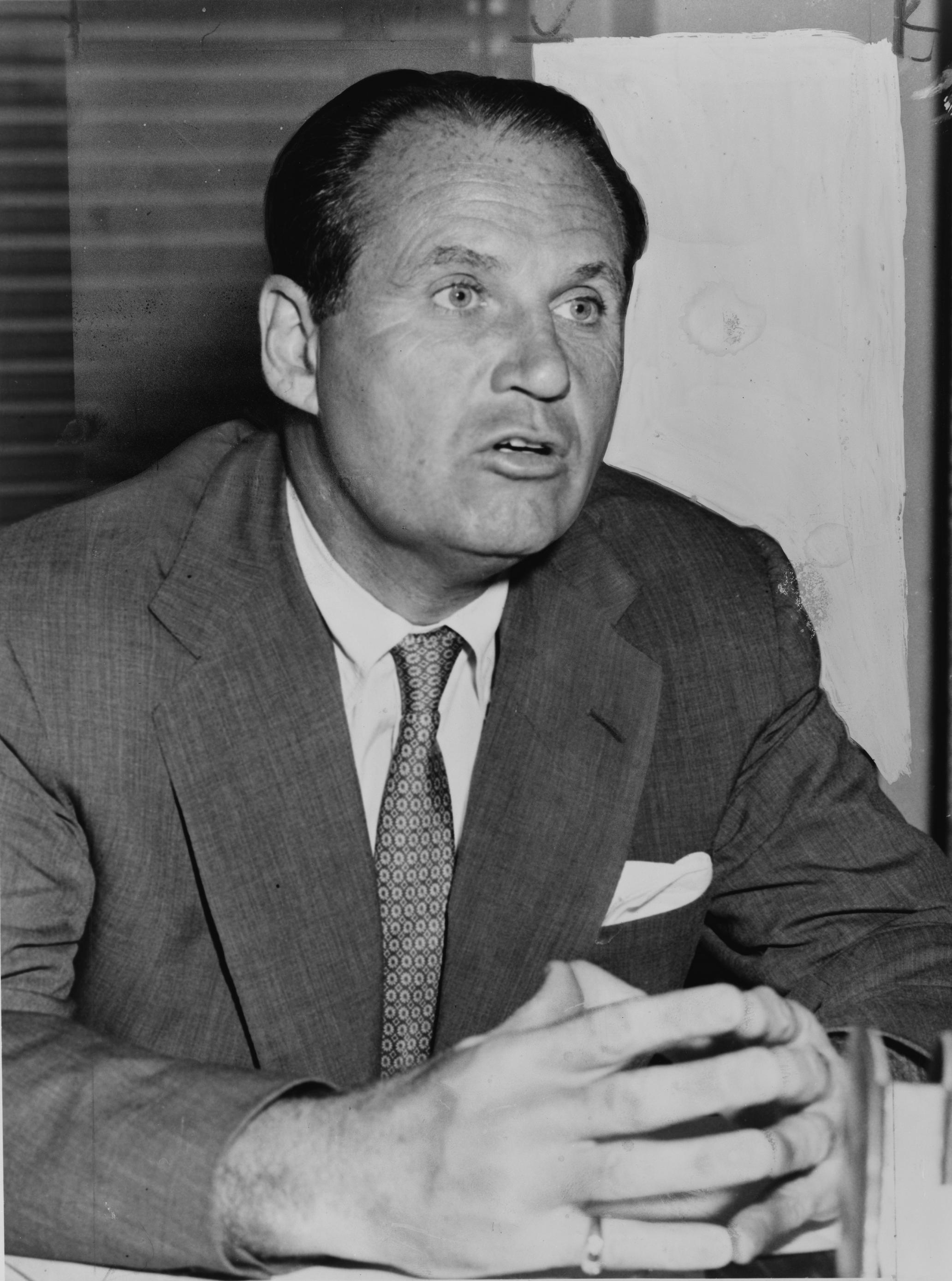
William Shea var den som bidrog mest till att Long Island fick ett lag i NHL.

New York Islanders bildades i november 1971 som ett led i utökningen av NHL. Laget från Long Island i New York var ett av två lag som anslöts till ligan 1972. (Det andra var Atlanta Flames.) Till Islanders förste general manager utsågs Bill Torrey, som var 38 år och hade erfarenhet från farmarligan. Senare samma år hölls en expansionsdraft, där de andra klubbarna fick göra spelare tillgängliga för de nya lagen. Islanders plockade totalt 21 spelare, som skulle bli stommen i laget. Bland de som skulle bli tongivande fanns 31-årige forwarden Eddie Westfall, som redan vunnit två Stanley Cup med Boston Bruins, backen Gerry Hart och framförallt målvakten Billy Smith, som skulle komma att stanna i klubben under två decennier. I amatördraften valde man Billy Harris i första rundan, följd av Lorne Henning i den andra och Bob Nystrom i den tredje. Alla tre anslöt redan första säsongen. Islanders hade därigenom skrapat ihop det lag som skulle göra debut i NHL några månader senare. Phil Goyette, som just slutat som spelare, anställdes som tränare.
Säsongen 1972-1973 gjorde New York Islanders sin första säsong i NHL. Sin debutmatch spelade laget hemma mot Atlanta Flames. Man förlorade med 2-3, lagkaptenen Eddie Westfall gjorde Islanders första mål 17:29 in i andra perioden. Fem dagar senare tog laget sin första vinst, med 3-2 hemma mot Los Angeles Kings. Ytterligare några minnesvärda matcher blev det under säsongen; man slog Boston Bruins, med Bobby Orr och Phil Esposito, med 9-7. Som helhet var dock säsongen förlustfylld och Islanders slutade sist i East Division, med minst poäng i hela NHL. 
Efter den första säsongen tog Al Arbour över som huvudtränare. I draften plockade man som förstaval Denis Potvin, som anslöt till Islanders redan samma säsong, 1973-1974. En säsong som blev bättre än den föregående, men laget slutade återigen sist i East Division. Till minnesvärda matcher hör dock att man lyckades slå original six-lagen New York Rangers och Montreal Canadiens. Dessutom utsågs Denis Potvin Calder Trophy till ligans bäste nykomling.
Säsongen 1974-1975 fortsatte lagbygget när man valde Clark Gillies och Bryan Trottier i draften. Man bytte också till sig Bob Bourne mot Bart Crashley, och J.P. Parise mot Ernie Hicke och Doug Riseborough. Denna säsong tog sig Islanders för första gången till slutspel, där man slog ut Rangers i första rundan. I den andra rundan låg man under mot Pittsburgh Penguins med 0-3 i matcher, men lyckades vända serien och vinna med 4-3. I semifinalen mot Philadelphia Flyers hamnade man återigen i underläge med 0-3 i matcher. Trots en ny enorm upphämtning till 3-3 vann man inte serien: Flyers segrade med 4-1 i den sjunde matchen och gick vidare till final. 
Säsongen därpå etablerade sig Islanders som ett topplag i NHL. Man hade byggt upp ett ungt och talangfullt lag genom draftval; Denis Potvin, Clark Gillies, Bryan Trottier, Bob Nystrom och Billy Harris hade alla valts i draften, och nu spelade de viktiga roller i laget. Bryan Trottier gjorde 95 poäng under denna sin rookiesäsong. Clark Gillies hade redan säsongen innan utmärkt sig som ettrig pådrivare och poänggörare, medan Denis Potvin under kort tid etablerat sig som ligans bäste back. Samtidigt fanns spelare från expansionsdraften kvar, Eddie Westfall var fortfarande lagkapten och Billy Smith hade utvecklats till en toppmålvakt. I grundserien vann man 42 matcher och slutade på femte plats i NHL. I slutspelet nådde Islanders semifinal, där man blev utslagna av Montreal Canadiens. 
Efter ytterligare en bra grundsäsong 1975-1976 förlorade man återigen semifinalen mot Canadiens, vilket var tredje gången i rad som man förlorade mot den blivande mästaren. 
I draften inför 1977-1978 valde man ytterligare en spelare som skulle komma att bli tongivande: Mike Bossy, en duktig målskytt som dock var sämre på att checka. Al Arbour, som antog att det var lättare att lära en målskytt att checka än tvärtom, satte honom i en kedja med Bryan Trottier och Clark Gillies. Kedjan gjorde succé direkt. Bossy sköt 53 mål, Trottier gjorde 123 poäng och Gillies 85. Bossy fick, som tredje Islanderspelare på fem år (Potvin 1974 och Trottier 1976), ta emot Calder Trophy. Laget hade dessutom ytterligare duktiga forwards som Billy Harris och rookien John Tonelli. Bob Nystrom, som mest gjort sig känd för sin tuffhet och kämpaglöd, gjorde 30 mål. Svenske Stefan Persson hade förstärkt backlinjen och gjorde 56 poäng på 66 matcher. 
Under säsongen blev fem Islandersspelare uttagna till All Star-matchen; Förstakedjan med Bossy, Trottier och Gillies; backen Potvin och målvakten Smith. 
Laget vann både Patrick Division och Campbell Conference. Trots detta förlorade man i slutspelets första runda mot Toronto Maple Leafs, efter att Lanny McDonald gjort det avgörande målet i den sjunde matchen. 
Islanders fortsatte att vara framgångsrika i grundserien under säsongen 1978-1979. Bossy gjorde 69 mål, Trottier 134 poäng, och laget var bäst i hela NHL. Liksom tidigare år misslyckades man dock med att omsätta detta i slutspelet. Efter att ha avfärdat Chicago Blackhawks i fyra raka matcher mötte man New York Rangers i kvartsfinalerna. Det blev en klassisk matchserie mellan de rivaliserande New York-lagen, där Rangers överraskande vann med 4-2 i matcher. Förlusten gjorde att journalister började ifrågasätta Islanders förmåga att prestera när det gällde som mest. Efter det sena 1970-talets räcka av besvikelser i slutspelet fick laget något av en stämpel som veka, något som de dock snart skulle motbevisa.
- 1973 – Missade slutspel.
- 1979 – Förlorade i tredje ronden mot New York Rangers med 4–2 i matcher.

### 1980-talet: dynastin inleds och avslutas
Ett antal ändringar gjordes inför säsongen 1979-1980. Al Arbour bestämde sig för att fokus skulle ligga på slutspelet och mindre energi ödslas på grundserien. Följaktligen tog man färre poäng än tidigare; 91 poäng var visserligen mycket bra, men man kom bara tvåa i den egna divisionen, efter Philadelphia Flyers. Islanders var dock inte ett sämre lag än tidigare, snarare tvärtom. Kedjan med Gillies, Trottier och Bossy fortsatte dominera, samtidigt som man hade tuffa spelare som Bob Nystrom, Bob Bourne och Wayne Merrick. Dessutom bytte man bort Billy Harris och Dave Lewis för Butch Goring och fick därigenom en högklassig andrecenter som kunde ge bredd åt offensiven. Backarna Potvin och Persson gav understöd. 
Lagets fokusering i slutspelet visade sig bland annat i kvartsfinalerna mot Boston Bruins. I den andra matchen slogs Clark Gillies med Terry O'Reilly två gånger, medan Mike Milbury och Duane Sutter startade ett storslagsmål i slutminuterna. Det hela sågs som en signal från Islanders att man inte skulle vika ner sig. Laget tog sig också till semifinal, där man slog ut Buffalo Sabres med 4-2 i matcher. Därmed var New York Islanders i sin första Stanley Cup-final någonsin, mot divisionsrivalerna Flyers. Den första matchen vann man med 4-3 efter att Denis Potvin gjort segermålet på övertid. I den sjätte matchen upprepade Bob Nystrom Potvins bedrift och gav därmed Islanders lagets fjärde seger i finalserien. New York Islanders hade vunnit sin första Stanley Cup någonsin och Bryan Trottier blev utsedd till slutspelets mest värdefulle spelare (Conn Smythe Trophy). 
Islanders gjorde säsongen därpå en strålande grundsäsong, med 110 poäng och förstaplacering i hela NHL. Mike Bossy blev den andra spelaren i NHL:s historia som gjort 50 mål på 50 matcher och avslutade säsongen med totalt 68 mål. Överlägsenheten fortsatte; efter att ha rusat genom slutspelet vann man finalerna mot Minnesota North Stars med 4-1 i matcher. Butch Goring tog hem Conn Smythe Trophy. I draften samma år valde man Pat LaFontaine, med ett val som man bytt till sig från Colorado Rockies. 
Säsongen 1981-1982 satte laget nytt NHL-rekord genom att vinna 15 raka matcher i serien och slutade på 118 poäng. Mike Bossy sköt 64 mål och samlade ihop 147 poäng, vilket också det var nytt rekord för en högerytter. I slutspelet slog man bland annat rivalerna New York Rangers på vägen till en ny Stanley Cup-final. Motståndarna i finalen, Vancouver Canucks, sopades undan i fyra raka matcher och Islanders vann sin tredje titel i rad. Mike Bossy blev den tredje Islandersspelaren på raken att vinna Conn Smythe Trophy. Bossy gjorde bland annat ett akrobatiskt mål; han blev tacklad framför mål av en Vancouverback, men liggande i luften lyckades han få iväg ett backhandskott. Dessutom fick Billy Smith ta emot Vezina Trophy som ligans bäste målvakt. 
Säsongen 1982-1983 drog Edmonton Oilers, med en ung Wayne Gretzky, till sig stor uppmärksamhet. Säsongen blev en sorts kraftmätning mellan de regerande Stanley Cup-mästarna Islanders och Oilers, som vann grundserien. I slutspelet möttes de båda lagen till slut i finalen, som Islanders vann i fyra raka matcher. Gretzky avvärjdes från att göra ett enda mål i finalserien. Billy Smith vann Conn Smythe Trophy för sitt strålande spel i slutspelet. 
Efter fyra raka Stanley Cup-vinster förväntades Islanders fortsätta dominera ligan. Pat LaFontaine debuterade efter OS 1984 och gav laget ytterligare offensiv kraft. Den stora utmanaren var liksom föregående år Edmonton Oilers, som med Gretzky, Mark Messier, Jari Kurri, Paul Coffey och Grant Fuhr gjorde en lysande grundsäsong. Efter att ha vunnit semifinalen mot Canadiens (lagets 19:e raka vinst i en slutspelsserie) var Islanders åter i final. Motståndare var återigen Oilers. Den första matchen blev en målvaktsduell mellan Fuhr och Smith, där den senare fick kapitulera och Oilers vann med 1-0. I den andra matchen kom Islanders tillbaka med 6-1 och New York-fansen var säkra på en ny Stanley Cup-seger. I båda de två följande matcherna vann dock Oilers med 7-2 och kunde avgöra det hela på sin hemmaplan. Där tog Gretzky och Co. ledningen med 4-0. Trots två mål av Pat LaFontaine kunde inte Islanders komma tillbaka och när matchen var slut hade ett tronskifte ägt rum. Oilers skulle det närmaste decenniet dominera NHL. 
Islanders skulle de följande åren fortsätta hålla god klass, men var inte längre Stanley Cup-kandidater som tidigare. Samtidigt gav Philadelphia Flyers och Washington Capitals hårt motstånd i Patrick Division. Redan 1984-1985 hamnade Islanders bara på tredje plats i Patrick Division, en placering de skulle upprepa de två följande säsongerna. 
I slutspelet 1985 blev Islanders utslagna i kvartsfinalerna mot Flyers. Efter att ha åkt ut i första rundan 1986 tog de sig 1986-1987 till kvartsfinal efter att ha vänt 0-3 i matcher mot Washington Capitals. Där blev de dock återigen utslagna av Flyers. 
Under dessa år försvann ett antal spelare från laget; Bob Nystrom pensionerade sig 1986, Clark Gillies hamnade i Buffalo Sabres på waiver samma år och Mike Bossy tvingades sluta 1987 på grund av ryggproblem. Dessutom lämnade Al Arbour jobbet som huvudtränare efter säsongen 1985-1986. Samtidigt började unga spelare som LaFontaine, Brent Sutter och Patrick Flatley bli framträdande. 
Säsongen 1987-1988 tog Islanders hem Patrick Division-titeln. Man blev dock utslagna redan i första rundan i slutspelet av New Jersey Devils. Efter det pensionerade sig Denis Potvin, som hade NHL-rekord i totalt poäng- och målgörande av en back. 
1988-1989 hade Islanders en mycket misslyckad säsong; med bara 61 poäng hamnade de sist i Patrick Division och tillsammans med Quebec Nordiques sist i NHL. Det var också första gången sedan 1975 som man missade slutspel. Detta föranledde Bill Torrey att sparka den nye tränaren Terry Simpson, varefter Al Arbour fick komma tillbaka till tränarbåset. Efter säsongen slutade Billy Smith, den ende i laget som varit med sedan klubben bildades.
- 1980 – Vann finalen mot Philadelphia Flyers med 4-2 i matcher.
  - Mike Bossy, Bob Bourne, Clark Gillies, Butch Goring, Lorne Henning, Garry Howatt, Anders Kallur, Gord Lane, Dave Langevin, Bob Lorimer, Alex McKendry, Wayne Merrick, Ken Morrow, Bob Nystrom, Stefan Persson, Denis Potvin (C), Jean Potvin, Chico Resch, Billy Smith, Duane Sutter, Steve Tambellini, John Tonelli & Bryan Trottier - Al Arbour.
- 1981 – Vann finalen mot Minnesota North Stars med 4-1 i matcher.
  - Mike Bossy, Bob Bourne, Billy Carroll, Clark Gillies, Butch Goring, Lorne Henning, Garry Howatt, Anders Kallur, Gord Lane, Dave Langevin, Bob Lorimer, Hector Marini, Mike McEwen, Roland Melanson, Wayne Merrick, Ken Morrow, Bob Nystrom, Stefan Persson, Denis Potvin (C), Jean Potvin, Billy Smith, Duane Sutter, John Tonelli & Bryan Trottier - Al Arbour.
- 1982 – Vann finalen mot Vancouver Canucks med 4-0 i matcher.
  - Mike Bossy, Bob Bourne, Billy Carroll, Greg Gilbert, Clark Gillies, Butch Goring, Lorne Henning, Garry Howatt, Tomas Jonsson, Anders Kallur, Gord Lane, Dave Langevin, Bob Lorimer, Hector Marini, Mike McEwen, Roland Melanson, Wayne Merrick, Ken Morrow, Bob Nystrom, Stefan Persson, Denis Potvin (C), Billy Smith, Brent Sutter, Duane Sutter, John Tonelli & Bryan Trottier - Al Arbour.
- 1983 – Vann finalen mot Edmonton Oilers med 4-0 i matcher.
  - Mike Bossy, Bob Bourne, Paul Boutilier, Billy Carroll, Greg Gilbert, Clark Gillies, Butch Goring, Mats Hallin, Tomas Jonsson, Anders Kallur, Gord Lane, Dave Langevin, Mike McEwen, Roland Melanson, Wayne Merrick, Ken Morrow, Bob Nystrom, Stefan Persson, Denis Potvin (C), Billy Smith, Brent Sutter, Duane Sutter, John Tonelli & Bryan Trottier - Al Arbour.
- 1984 – Förlorade i finalen mot Edmonton Oilers med 4-1 i matcher.
- 1989 – Missade slutspel.

### 1990-talet: Återuppbyggnad och turbulent ledarskap
1989-1990 tog sig laget med en hårsmån till slutspel, där man blev utslagna direkt i första omgången av rivalerna New York Rangers. Den forne poängkungen Bryan Trottier gjorde bara 24 poäng under säsongen; han köptes ut från sitt kontrakt och skrev på för Pittsburgh Penguins. Därmed var den siste tongivande spelaren från de gyllene åren borta, och New York Islanders gick in i en ny tid.
Det nya decenniet inleddes med att laget hamnade sist i Patrick Division. Pat LaFontaine hade varit lagets bästa målskytt de föregående säsongerna och var lagets enda stjärna. När han, missnöjd med lagets dåliga resultat och långdragna kontraktsförhandlingar, inte dök upp på ett träningsläger, bestämde sig Bill Torrey för att byta bort honom. I en stor bytesaffär gav han LaFontaine, Randy Wood och Randy Hillier till Buffalo Sabres mot Pierre Turgeon, Uwe Krupp, Benoit Hogue och Dave McLlwain. Han bytte också bort lagkaptenen Brent Sutter och Brad Lauer mot Steve Thomas och Adam Creighton. Stortalangen Turgeon, backen Krupp och forwarden Thomas var de största förtjänsterna i dessa affärer. Islanders hade sedan tidigare bra spelare som Ray Ferraro, Derek King och Patrick Flatley, som blev ny lagkapten. 
Säsongen 1991-1992 blev bättre än den föregående, man tog 79 poäng, men i den stenhårda Patrick Division räckte det bara till en femteplats. Ray Ferraro gjorde 40 mål, medan Turgeon utmärkte sig med att göra 95 poäng. Efter säsongen avgick Bill Torrey, som varit general manager sedan Islanders bildades. Hans assistent Don Maloney tog över. 
Inför säsongen 1992-1993 värvade man två ryska spelare från den nyöppnade järnridån: hårdtacklande backen Darius Kasparaitis och offensive backen Vladimir Malachov. Under säsongen var Pierre Turgeon lagets bäste spelare, med 58 mål och 74 assist. Islanders hade också sitt första riktigt framgångsrika slutspel sedan finalförlusten 1984. I första rundan slog man ut Washington Capitals med 4-2 i matcher, där Ray Ferraro gjorde två avgörande övertidsmål. I den matchserien drabbades dock Islanders av en allvarlig förlust; Pierre Turgeon blev tacklad av Dale Hunter mitt i ett målfirande och skadades för resten av slutspelet. Hunter blev avstängd 21 matcher, då rekord i NHL. I kvartsfinalen mötte Islanders dubbla Stanley Cup-mästarna Pittsburgh Penguins, med bland andra Mario Lemieux i laget. Hela Islanders lag kämpade, samtidigt som målvakten Glen Healy spelade strålande, och efter ett övertidsmål av David Volek i den sjunde avgörande matchen var skrällen ett faktum: Islanders hade tagit sig till semifinal. Trots att man där blev utslagna av de blivande Stanley Cup-mästarna Montreal Canadiens, var säsongen mycket lyckad. 
Don Maloney hade under sin första säsong som general manager inte gjort några ändringar i spelartruppen. Inför den stundande expansionsdraften (Ottawa Senators och San Jose Sharks skulle ansluta), beslutade han att byta bort slutspelshjälten Healy mot Ron Hextall, en 30-årig målvakt som haft sina bästa säsonger. Trots att bytet var en förbättring på papperet, var många fans kritiska till att Healy försvann. 
Säsongen 1993-1994 visade att Bill Torreys bytesaffärer lönat sig; Steve Thomas gjorde 42 mål, medan Turgeon gjorde 94 poäng. Laget tog sig åter till slutspel, där man dock blev bortsopade av ett New York Rangers på väg mot Stanley Cup-seger. 
Al Arbour pensionerade sig 1994 definitivt som tränare. Han hade då coachat 1601 grundseriematcher (varav han vunnit 779) och 209 slutspelsmatcher (varav han vunnit 123). Hans fem Stanley Cup-finaler, varav fyra vinster, gör honom till en av de största tränarna i NHL-historien. 
Lorne Henning tog över som tränare inför den förkortade säsongen 1994-1995. Han blev dock kortvarig på posten, då Islanders gjorde en miserabel säsong och slutade i botten av NHL. 
Efter säsongen beslutade sig Don Maloney för att göra stora förändringar i truppen. Han bytte därför bort Vladimir Malachov och Pierre Turgeon till Canadiens för Kirk Muller och Mathieu Schneider. Benoit Hogue skickades till Maple Leafs mot målvaktstalangen Éric Fishaud. Maloney var redan innan impopulär hos Islanders-fansen efter Hextall-traderna. När stjärnan Turgeon försvann, samtidigt som Ray Ferraro släpptes till free agent-marknaden, ökade missnöjet ytterligare. 
Inför säsongen 1995-1996 blev Mike Milbury huvudtränare för New York Islanders. Säsongen blev dock lika dålig som tidigare och man slutade sist i hela ligan. Don Maloney sparkades och Milbury fick då även ta över jobbet som general manager. Han genomförde snart en stor bytesaffär, där Kirk Muller (som bara gjort 45 matcher på två säsonger) och backtalangen Wade Redden skickades iväg mot ytterforwarden Martin Straka och unge försvararen Bryan Berard. I slutet av säsongen genomförde Milbury ännu en stor trade, där man skickade Mathieu Schneider, Wendel Clark och D.J. Smith till Maple Leafs för Kenny Jönsson, Darby Hendrickson, Sean Haggerty och Torontos förstaval i draften 1997. Att byta till sig de talangfulla backarna Berard och Jönsson, 24-årige Straka och ett draftval var ett led i återuppbyggnaden av laget. 
Säsongen 1996-1997 var Islanders fortfarande ett av de sämsta lagen i NHL. Bland ljuspunkterna fanns 24-årige Žigmund Pálffy, som slagit igenom redan säsongen innan, och nu gjorde 48 mål och 42 assist. Backen Bryan Berard vann Calder Trophy. 
Resultaten blev inte bättre av turbulensen kring ägarfrågan. 1996 hade en affärsman från Texas lagt ett bud på franchisen New York Islanders. Budet accepterades av ligan, men snart uppdagades att affärsmannen hade bluffat och inte hade tillgångarna som krävdes. Affärsmannen fick ett fängelsestraff, samtidigt som det hela var pinsamt för hela NHL-organisationen, som inte kontrollerat köparen tillräckligt. 
Lagets säsong 1997-1998 i NHL kännetecknades också av en karusell på tränarposten. Rick Bowness, som tillträtt i mitten av förra säsongen, ersattes av Mike Milbury i mars. Laget kom fyra i Atlantic Division, men missade slutspel igen. För att förbättra laget bytte man till sig rutinerade stjärnan Trevor Linden från Vancouver Canucks, för talangerna Todd Bertuzzi och Bryan McCabe, och ett tredjerundsval i draften. 
I februari 1998 köptes laget av Steven Gluckstern och Howard Milstein. De nya ägarna tillät en begränsad spelarbudget, eftersom de ville att laget skulle vara lönsamt. Detta gjorde att Islanders fick byta bort flera av sina högavlönade spelare; Trevor Linden hann bara spela en säsong i laget innan han skickades till Montreal Canadiens. Stjärnan Žigmund Pálffy byttes bort till Los Angeles Kings och Bryan Berard skickades till Toronto Maple Leafs. Resultatet: 48 förluster och en sistaplats i Atlantic Division. Mike Milbury avgick från tränarposten i mitten av säsongen och ersattes av Bill Stewart. Milbury fortsatte dock som general manager. 
Fyra månader efter att Stewart tillträtt ersattes han av Butch Goring
- 1990 – Förlorade i första ronden mot New York Rangers med 4-1 i matcher.
- 1999 – Missade slutspel.

### 00-talet: Slutspel men fortsatt turbulens
Säsongen 1999-2000 var dock lika dålig som den föregående. Den följdes av ett ägarbyte: Charles Wang och Sanjay Kumar köpte Islanders i april 2000.
New York Islanders hade äntligen fått ett stabilt ägarskap. Wang och Kumar gav också general managern Mike Milbury större ekonomisk frihet. Milbury skulle dock bli hårt kritiserad de närmaste åren. I juni bytte han bort de blivande stjärnorna Roberto Luongo och Olli Jokinen mot Oleg Kvasha och Mark Parrish. I draften samma år valde han att plocka målvakten Rick DiPietro istället för de högre rankade Dany Heatley och Marian Gaborik. Fans och journalister var förundrade och rasande; öknamnet "Mad Mike" skulle följa Milbury under resten av hans tid i Islanders.
Kritiken minskade inte av att Parrish bara gjorde 30 poäng under sin första säsong i Islanders, medan Kvasha gjorde 20. Lagets främste målskytt blev istället Mariusz Czerkawski, en teknisk polack som sedan två säsonger spelat i laget. Czerkawski gjorde 30 mål och 32 assist, under en säsong där Islanders bara vann 21 matcher i grundserien. Den miserabla säsongen ledde till ytterligare ett tränarbyte; Islanderslegenden Butch Goring fick gå och Lorne Henning tog över tillfälligt. Två månader senare fick Peter Laviolette jobbet. 
Efter den usla säsongen genomförde Milbury ett antal bytesaffärer för att förbättra laget. Han bytte till sig den rutinerade backen Adrian Aucoin från Tampa Bay Lightning för Mathieu Biron och Alex Kharitonov. Sedan genomförde han en mycket omdiskuterad trade: han bytte till sig Aleksej Jasjin för Zdeno Chára, Bill Muckalt och ett förstarundsval i draften. Forwarden Jasjin var känd som en mycket begåvad, men också svårhanterlig spelare. Han hade under långa perioder strejkat i sitt tidigare lag Ottawa Senators. Förvåningen blev ännu större när Islanders meddelade att Jasjin skrivit under ett tioårigt kontrakt med organisationen, ett kontrakt som skulle gälla tills Jasjin var 37 år gammal. 
Milbury bytte också till sig den defensive forwarden Michael Peca för talangerna Tim Connolly och Taylor Pyatt. I waiverdraften lyckades man ta den rutinerade Stanley Cup-vinnaren Chris Osgood, som blev förstemålvakt. 
Säsongen 2001-2002 började strålande; i oktober vann laget nio matcher av elva, den bästa starten i klubbens historia. Säsongen fortsatte i samma stil och efter att säsongen innan ha tagit 51 poäng tog nu laget 96 poäng. 2002 spelade New York Islanders, för första gången på åtta år, slutspel i NHL. I åttondelsfinalerna mot Toronto Maple Leafs blev både Kenny Jönsson och lagkaptenen Michael Peca ojust tacklade och missade de två sista matcherna. I den sjunde och avgörande matchen vann Maple Leafs med 4-2. Trots det snabba uttåget var dock säsongen en stor framgång för laget, något som underströks av att Peca vann Frank J. Selke Trophy som ligans bäste defensive forward. 
Efter säsongen bytte Milbury bort den forne poängkungen Czerkawski mot Arron Asham och ett femterundsval i draften. 
Säsongen 2002-2003 fortsatte Islanders vara ett bra lag i NHL. Laget hade en stabil backuppsättning med bland annat Jönsson, Aucoin och Roman Hamrlík. Bland forwardarna gjorde Aleksej Jasjin ännu en bra säsong, medan Michael Peca fortsatte vara en lysande defensiv forward. Mark Parrish gjorde 48 poäng, men lagets bäste målskytt blev lite överraskande Dave Scatchard med 27 mål. Islanders samlade ihop 83 poäng, vilket räckte till en slutspelsplats. I den första matchen mot Ottawa Senators vann Islanders med 3-0 efter att Garth Snow hållit nollan. Sedan vann dock Senators de följande fyra matcherna och gick vidare till kvartsfinal. 
På grund av slutspelsförlusterna sparkade Mike Milbury sedan Peter Laviolette efter två år. Steve Stirling, med erfarenhet från farmarlaget Bridgeport Sound Tigers, tog över. 
Islanders 91 poäng under säsongen 2003-2004 gjorde att laget tog sig till sitt tredje raka slutspel. Där åkte man återigen ut direkt i åttondelsfinalerna, denna gång mot Tampa Bay Lightning (som sedan vann Stanley Cup). Under säsongen utmärkte sig Trent Hunter, som tillsammans med återvändaren Mariusz Czerkawski var bäste målskytt med 25 mål. Rick DiPietro, det omdiskuterade förstavalet 2000, gjorde sin första säsong som förstemålvakt och hade en räddningsprocent på goda 91,1 %. 
Säsongen 2004-2005 ställdes in som ett resultat av en konflikt mellan spelarfacket NHLPA och NHL-organisationerna. Konflikten resulterade i ett lönetak. Islanders förlorade också flera spelare; Roman Hamrlík och Adrian Aucoin blev free agents, medan Kenny Jönsson flyttade hem till Sverige. Dessutom behövde man förstärka offensiven. Inför säsongen 2005/2006 vidtog därför Mike Milbury en serie åtgärder. Han började med att värva den offensive backen Aleksej Zjitnik från free agent-marknaden. Dagen därpå skrev han kontrakt med skicklige forwarden Miroslav Šatan och bytte till sig backen Brent Sopel. Samma dag bytte han också till sig den snabbe forwarden Mike York och ett draftval, i utbyte mot Michael Peca. Brad Lukowich förstärkte backlinjen ytterligare. 
Nyförvärven Satan och York utmärkte sig redan samma säsong, genom att göra flest mål respektive flest assist i Islanders. Laget som helhet var dock ojämnt och slutade på tolfte plats i Eastern Conference. 
I januari 2006 sparkades Steve Stirling och ersattes tillfälligt av assisterande tränaren Brad Shaw. Mike Milbury tillkännagav samtidigt att han skulle avgå som general manager när en ersättare fanns tillgänglig.
Mellansäsongen präglades av visst tumult. Ägaren Charles Wang anställde Ted Nolan som huvudtränare och Neil Smith som general manager. Smith blev dock kortvarig på posten; 40 dagar senare sparkades han, efter att inte ha levt upp till ägarens förväntningar. Ersättaren blev mycket överraskande 36-årige Garth Snow, som därmed bytte jobb från andremålvakt till general manager i klubben. Wang blev mycket kritiserad för beslutet. Att klubben skrev ett enormt, 15-årigt kontrakt med målvakten Rick DiPietro ökade bara pressens övertygelse att någonting var fel på Long Island. 
Islanders värvade också ett antal nya spelare inför säsongen 2006-2007. Försvaret förstärktes med hårdtacklande Brendan Witt och offensive Tom Poti. På forwardssidan värvade man rutinerade Mike Sillinger, retstickan Chris Simon och unge Andy Hilbert. 
Få trodde att Islanders, trots nyförvärven, skulle ha chansen på slutspel, men laget överraskade och efter en heroisk insats i de sista matcherna tog laget den åttonde och sista slutspelsplatsen i Eastern Conference. Säsongen blev också något av en upprättelse för den ifrågasatte Garth Snow. Han genomförde ett antal lyckade bytesaffärer och sågs som en av de bättre general managerna under säsongen. Rick DiPietro gjorde också ett utmärkt första år på sitt mastodontkontrakt; en räddningsprocent på 91,7 % var bland de bästa i ligan. 
Islanders blev utslagna av ett överlägset Buffalo Sabres i åttondelsfinalerna, 1-4 i matcher.
New York Islanders slutspelsplats 2007 sågs av många som en överraskning och få trodde att laget skulle upprepa bedriften säsongen därpå. Speciellt inte som fem av klubbens sju bästa forwards försvann - Jason Blake, Viktor Kozlov, Richard Zedník och Ryan Smyth blev free agents, medan Aleksej Jasjin köptes ut ur sitt mastodontkontrakt för att ge mer löneutrymme. Dessutom tappade man den offensive backen Tom Poti. 
För att fylla luckorna genomförde Garth Snow en myriad av värvningar och började med den 36-årige forwarden Bill Guerin, som blev lagkapten. Efter honom skrev klubben kontrakt med den snabbe centern Mike Comrie, den tekniske yttern Ruslan Fedotenko, centern Josef Vašíček och vänsteryttern Jon Sim. På backsidan värvades defensive Andy Sutton. Senare fick den ofta skadedrabbade Bryan Berard provspela för klubben och värvades sedan som Potis ersättare i powerplay.
- 2000 – Missade slutspel.
- 2009 – Missade slutspel.

### 2010-talet
Den 24 oktober 2012 offentliggjordes att Islanders ska flytta till Barclays Center i Brooklyn, New York, inför säsongen 2015-2016. Ägaren Charles Wang hade under lång tid försökt behålla laget ute på Long Island, men utan önskvärt resultat. Islanders kommer fullfölja sitt arenakontrakt genom att spela i sin nuvarande arena Nassau Veterans Memorial Coliseum fram tills flytten. Laget kommer behålla sitt namn, New York Islanders.
- 2010 – Missade slutspel.
- 2019 – Förlorade i andra ronden mot Carolina Hurricanes med 4–0 i matcher.

### 2020-talet
- 2020 – Förlorade i tredje ronden mot Tampa Bay Lightning med 4–1 i matcher.
- 2025 – Missade slutspel.

## Nuvarande spelartrupp

### Spelartruppen 2025/2026
Senast uppdaterad: 5 augusti 2025.

Alla spelare som har kontrakt med New York Islanders och har spelat för dem under aktuell säsong listas i spelartruppen. Spelarnas löner är i amerikanska dollar och är vad de skulle få ut om spelarna vore i NHL-truppen under hela grundserien (oktober–april). Löner i kursiv stil är ej bekräftade.
| Målvakter                                                                                     | Målvakter | Målvakter                | Målvakter                | Målvakter  | Målvakter | Målvakter | Målvakter      | Målvakter               | Målvakter | Målvakter |
| Nr                                                                                            |           | Namn                     | Namn                     | Lön 25/26  |           | Kontrakt  | Kom till laget | Kom ifrån               |           |           |
| --------------------------------------------------------------------------------------------- | --------- | ------------------------ | ------------------------ | ---------- | --------- | --------- | -------------- | ----------------------- | --------- | --------- |
| 30                                                                                            | Ryssland  | Ilja Sorokin             | Ilja Sorokin             | $8 250 000 | [ 13 ]    | 2032      | 2020           | HK CSKA Moskva          |           |           |
| 35                                                                                            | Kanada    | Tristan Lennox           | Tristan Lennox           | $867 500   | [ 14 ]    | 2026      | 2025           | Bridgeport Islanders    |           |           |
| 40                                                                                            | Ryssland  | Semjon Varlamov          | Semjon Varlamov          | $2 750 000 | [ 15 ]    | 2027      | 2019           | Colorado Avalanche      |           |           |
| 50                                                                                            | Sverige   | Marcus Högberg           | Marcus Högberg           | $775 000   | [ 16 ]    | 2026      | 2024           | Bridgeport Islanders    |           |           |
| --                                                                                            | Tjeckien  | David Rittich            | David Rittich            | $1 000 000 | [ 17 ]    | 2026      | 2025           | Los Angeles Kings       |           |           |
| --                                                                                            | Finland   | Henrik Tikkanen          | Henrik Tikkanen          | $823 750   | [ 18 ]    | 2026      | 2024           | Bridgeport Islanders    |           |           |
| Backar                                                                                        |           |                          |                          |            |           |           |                |                         |           |           |
| Nr                                                                                            |           | Namn                     | Namn                     | Lön 25/26  |           | Kontrakt  | Kom till laget | Kom ifrån               |           |           |
| 3                                                                                             | Kanada    | Adam Pelech              | Adam Pelech              | $5 750 000 | [ 19 ]    | 2029      | 2016           | Bridgeport Sound Tigers |           |           |
| 4                                                                                             | USA       | Tony DeAngelo            | Tony DeAngelo            | $1 750 000 | [ 20 ]    | 2026      | 2025           | SKA Sankt Petersburg    |           |           |
| 6                                                                                             | Kanada    | Ryan Pulock              | Ryan Pulock              | $6 150 000 | [ 21 ]    | 2030      | 2016           | Bridgeport Sound Tigers |           |           |
| 24                                                                                            | USA       | Scott Mayfield           | Scott Mayfield           | $3 500 000 | [ 22 ]    | 2030      | 2016           | Bridgeport Sound Tigers |           |           |
| 28                                                                                            | Ryssland  | Aleksandr Romanov        | Aleksandr Romanov        | $6 250 000 | [ 23 ]    | 2033      | 2022           | Montreal Canadiens      |           |           |
| 34                                                                                            | Sverige   | Adam Boqvist             | Adam Boqvist             | $850 000   | [ 24 ]    | 2026      | 2025           | Florida Panthers        |           |           |
| 39                                                                                            | Kanada    | Isaiah George            | Isaiah George            | $870 000   | [ 25 ]    | 2027      | 2024           | Bridgeport Islanders    |           |           |
| 45                                                                                            | USA       | Travis Mitchell          | Travis Mitchell          | $775 000   | [ 26 ]    | 2026      | 2023           | Cornell Big Red         |           |           |
| 58                                                                                            | Sverige   | Calle Odelius            | Calle Odelius            | $775 000   | [ 27 ]    | 2027      | 2023           | Djurgården Hockey       |           |           |
| --                                                                                            | Kanada    | Ethan Bear               | Ethan Bear               | $775 000   | [ 28 ]    | 2026      | 2025           | Hershey Bears           |           |           |
| --                                                                                            | USA       | Cole McWard              | Cole McWard              | $775 000   | [ 29 ]    | 2026      | 2025           | Abbotsford Canucks      |           |           |
| --                                                                                            | Finland   | Jesse Pulkkinen          | Jesse Pulkkinen          | $872 500   | [ 30 ]    | 2027      | 2024           | JYP                     |           |           |
| --                                                                                            | Kanada    | Matthew Schaefer1 − 2025 | Matthew Schaefer1 − 2025 | $975 000   | [ 31 ]    | 2028      | 2025           | Erie Otters             |           |           |
| --                                                                                            | USA       | Marshall Warren          | Marshall Warren          | $825 000   | [ 32 ]    | 2026      | 2024           | Michigan Wolverines     |           |           |
| Forwards                                                                                      |           |                          |                          |            |           |           |                |                         |           |           |
| Nr                                                                                            |           | Namn                     | Pos                      | Lön 25/26  |           | Kontrakt  | Kom till laget | Kom ifrån               |           |           |
| 7                                                                                             | Ryssland  | Maksim Tsyplakov         | HF                       | $2 250 000 | [ 33 ]    | 2027      | 2024           | HK Spartak Moskva       |           |           |
| 10                                                                                            | Sverige   | Simon Holmström          | HF                       | $3 500 000 | [ 34 ]    | 2027      | 2023           | Bridgeport Islanders    |           |           |
| 11                                                                                            | Kanada    | Anthony Duclair          | VF/HF                    | $3 500 000 | [ 35 ]    | 2028      | 2024           | Tampa Bay Lightning     |           |           |
| 12                                                                                            | Kanada    | Liam Foudy               | VF/C                     | $775 000   | [ 36 ]    | 2026      | 2024           | Bridgeport Islanders    |           |           |
| 13                                                                                            | Kanada    | Mathew Barzal            | C/HF                     | $9 150 000 | [ 37 ]    | 2031      | 2017           | Seattle Thunderbirds    |           |           |
| 14                                                                                            | Kanada    | Bo Horvat                | C                        | $8 500 000 | [ 38 ]    | 2031      | 2022           | Vancouver Canucks       |           |           |
| 16                                                                                            | USA       | Marc Gatcomb             | C/HF                     | $900 000   | [ 39 ]    | 2026      | 2025           | Bridgeport Islanders    |           |           |
| 16                                                                                            | Kanada    | Julien Gauthier          | HF                       | $775 000   | [ 40 ]    | 2026      | 2024           | Bridgeport Islanders    |           |           |
| 21                                                                                            | USA       | Kyle Palmieri            | HF/VF                    | $4 750 000 | [ 41 ]    | 2027      | 2021           | New Jersey Devils       |           |           |
| 27                                                                                            | USA       | Anders Lee − C           | VF/C                     | $4 500 000 | [ 42 ]    | 2026      | 2014           | Bridgeport Sound Tigers |           |           |
| 32                                                                                            | USA       | Kyle MacLean             | C/VF                     | $775 000   | [ 43 ]    | 2027      | 2024           | Bridgeport Islanders    |           |           |
| 44                                                                                            | Kanada    | Jean-Gabriel Pageau      | C                        | $3 500 000 | [ 44 ]    | 2026      | 2020           | Ottawa Senators         |           |           |
| 47                                                                                            | Sverige   | Pierre Engvall           | VF/C                     | $3 000 000 | [ 45 ]    | 2030      | 2024           | Bridgeport Islanders    |           |           |
| 53                                                                                            | Kanada    | Casey Cizikas            | C                        | $2 500 000 | [ 46 ]    | 2027      | 2013           | Bridgeport Sound Tigers |           |           |
| 57                                                                                            | Finland   | Eetu Liukas              | VF                       | $867 500   | [ 47 ]    | 2026      | 2023           | HPK                     |           |           |
| 59                                                                                            | Kanada    | Daylan Kuefler           | VF                       | $840 000   | [ 48 ]    | 2026      | 2023           | Kamloops Blazers        |           |           |
| 74                                                                                            | Kanada    | Matt Maggio              | HF                       | $870 000   | [ 49 ]    | 2026      | 2023           | Windsor Spitfires       |           |           |
| --                                                                                            | Kanada    | Adam Beckman             | VF                       | $775 000   | [ 50 ]    | 2026      | 2025           | Utica Comets            |           |           |
| --                                                                                            | Kanada    | Jonathan Drouin          | VF/C                     | $4 000 000 | [ 51 ]    | 2027      | 2025           | Colorado Avalanche      |           |           |
| --                                                                                            | Sverige   | Victor Eklund            | VF/HF                    | $975 000   | [ 52 ]    | 2028      | 2025           | Djurgården Hockey       |           |           |
| --                                                                                            | Sverige   | Emil Heineman            | VF                       | $1 100 000 | [ 53 ]    | 2027      | 2024           | Montreal Canadiens      |           |           |
| --                                                                                            | Kanada    | Matthew Highmore         | VF/HF                    | $775 000   | [ 54 ]    | 2026      | 2025           | Ottawa Senators         |           |           |
| --                                                                                            | USA       | Alex Jefferies           | VF                       | $867 500   | [ 55 ]    | 2026      | 2024           | Bridgeport Islanders    |           |           |
| --                                                                                            | USA       | Joey Larson              | HF                       | $823 750   | [ 56 ]    | 2026      | 2025           | Michigan State Spartans |           |           |
| --                                                                                            | Finland   | Jesse Nurmi              | VF                       | $870 000   | [ 57 ]    | 2028      | 2024           | Kookoo                  |           |           |
| --                                                                                            | Kanada    | Calum Ritchie            | C                        | $950 000   | [ 58 ]    | 2028      | 2025           | Oshawa Generals         |           |           |
| --                                                                                            | Ryssland  | Maksim Sjabanov          | HF/C                     | $975 000   | [ 59 ]    | 2026      | 2025           | Traktor Tjeljabinsk     |           |           |
| --                                                                                            | USA       | Cam Thiesing             | C                        | $870 000   | [ 60 ]    | 2026      | 2024           | Ohio State Buckeyes     |           |           |
| --                                                                                            | USA       | Gleb Veremyev            | C                        | $872 500   | [ 61 ]    | 2027      | 2025           | Colorado College Tigers |           |           |
| Positioner: C – HF – VF – YF \| C = Lagkapten; A = Assisterande lagkapten \| = Långtidsskadad |           |                          |                          |            |           |           |                |                         |           |           |

#### Spelargalleri

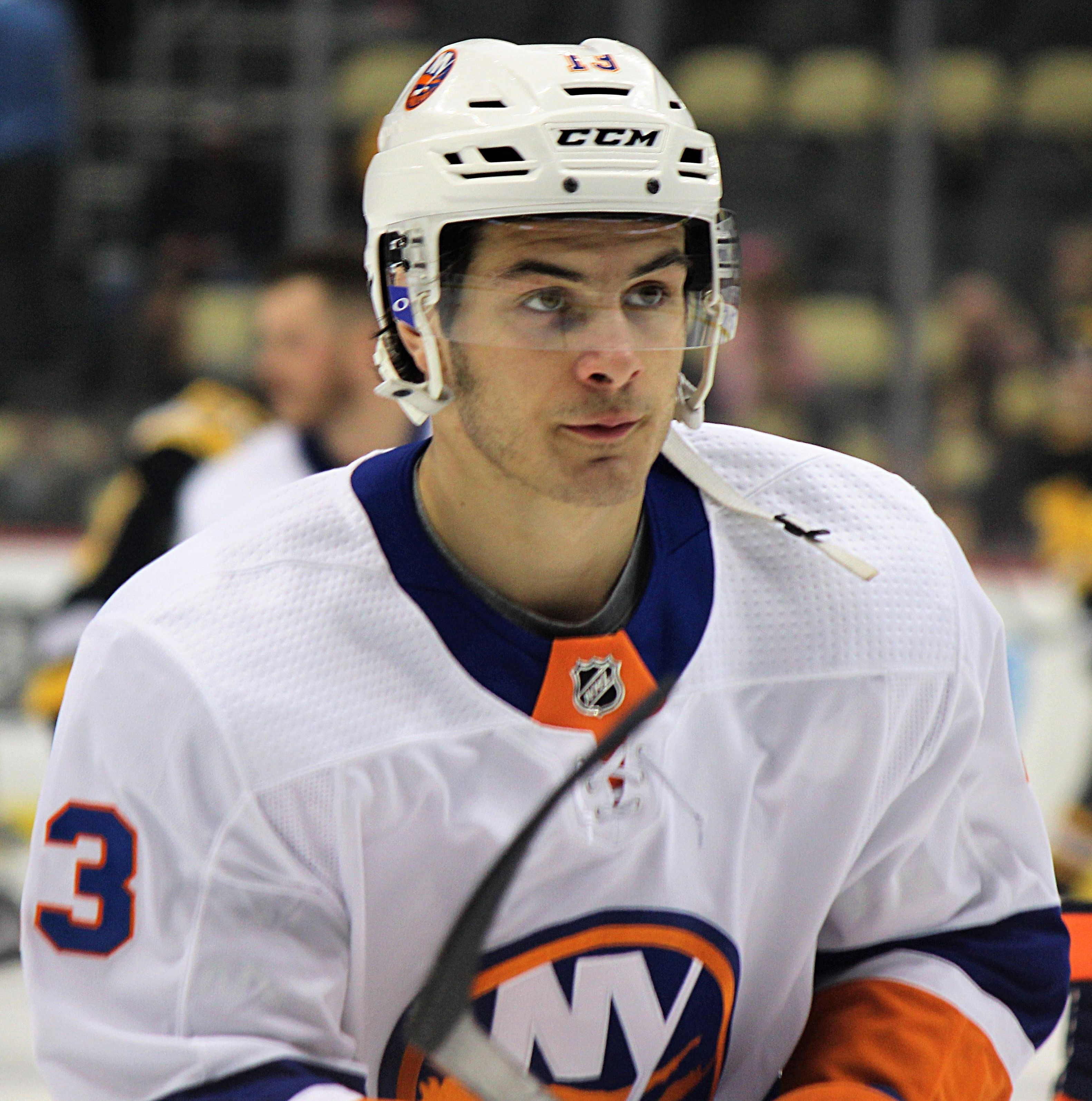
Mathew Barzal
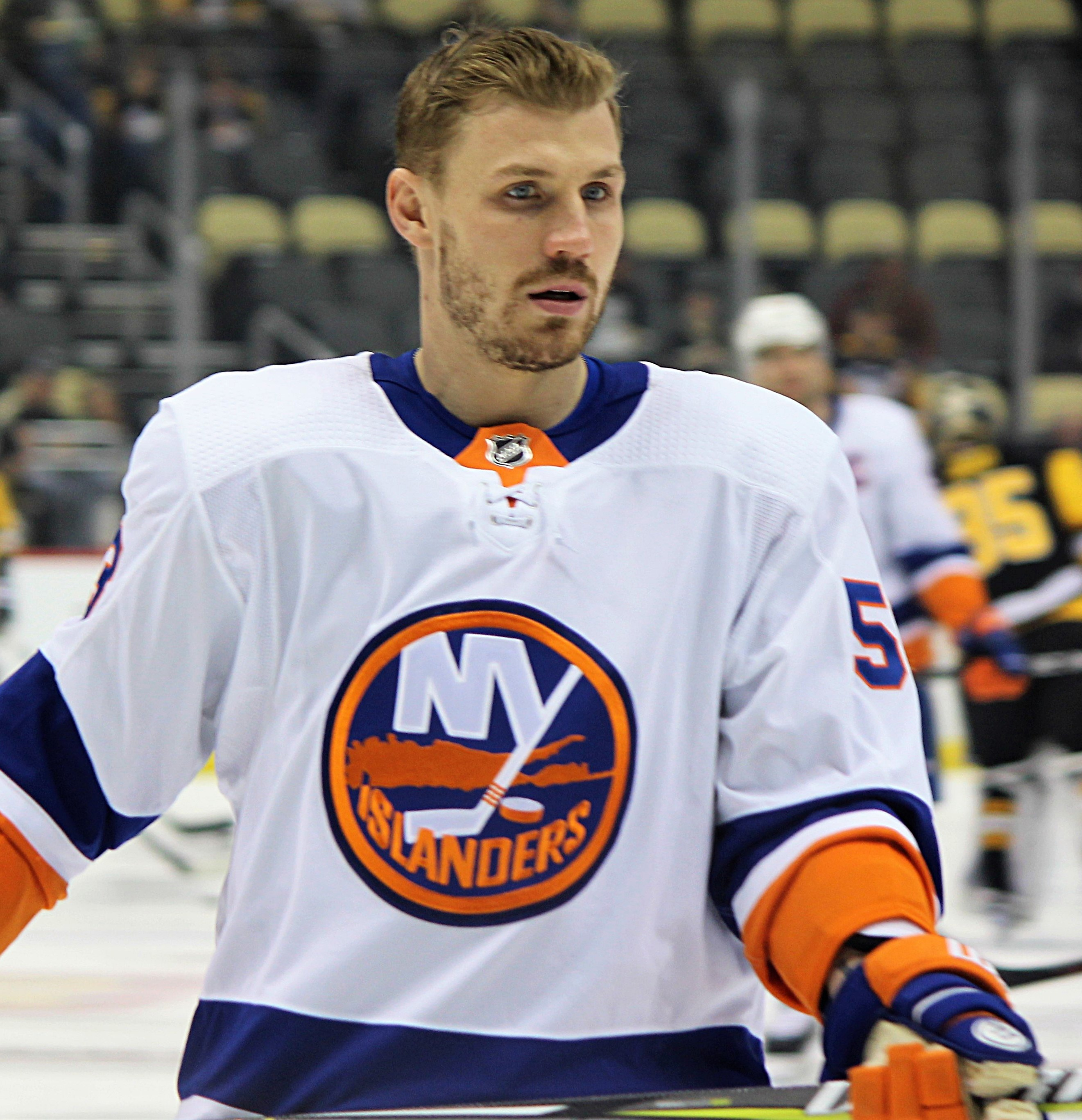
Casey Cizikas
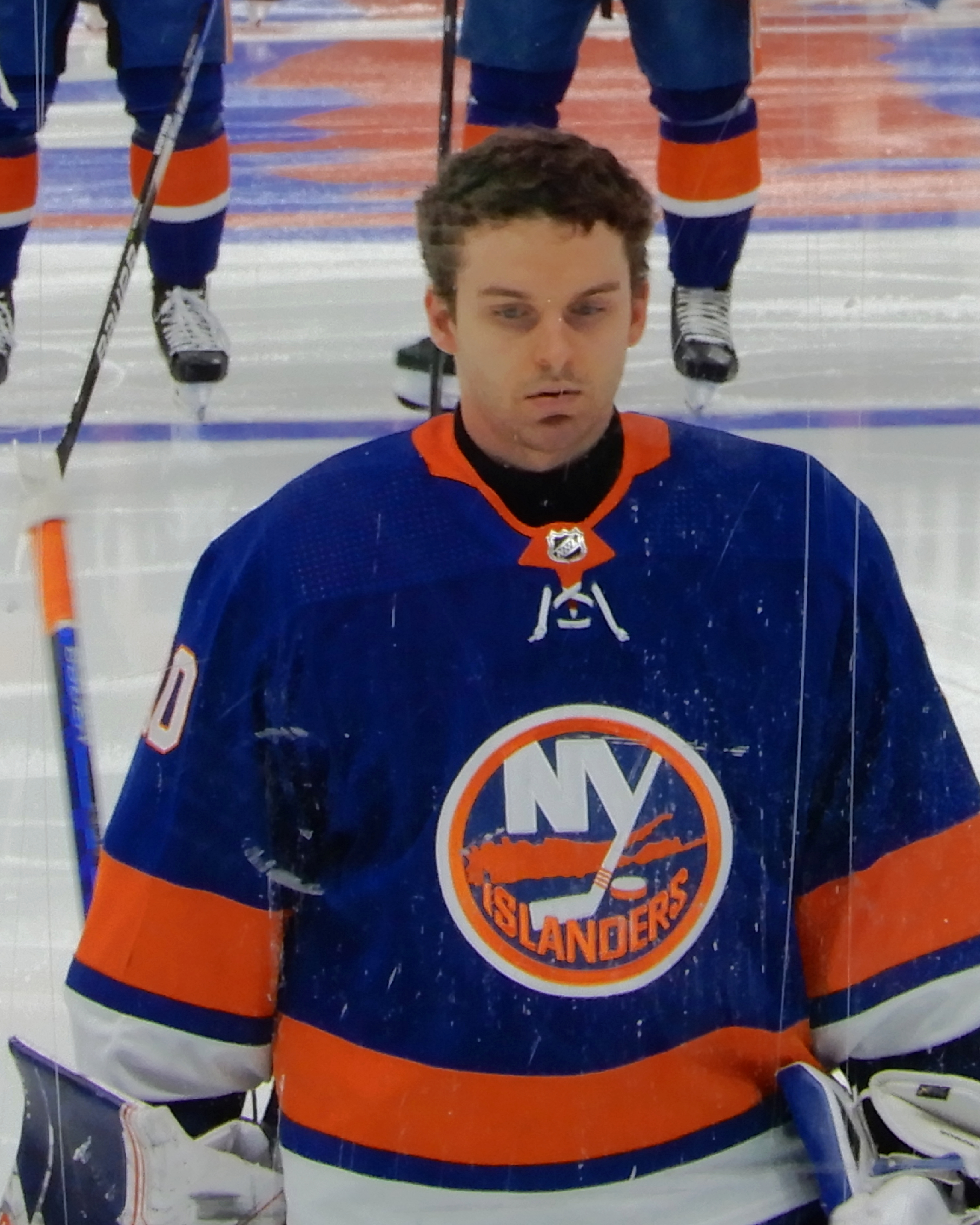
Ilja Sorokin

## Staben

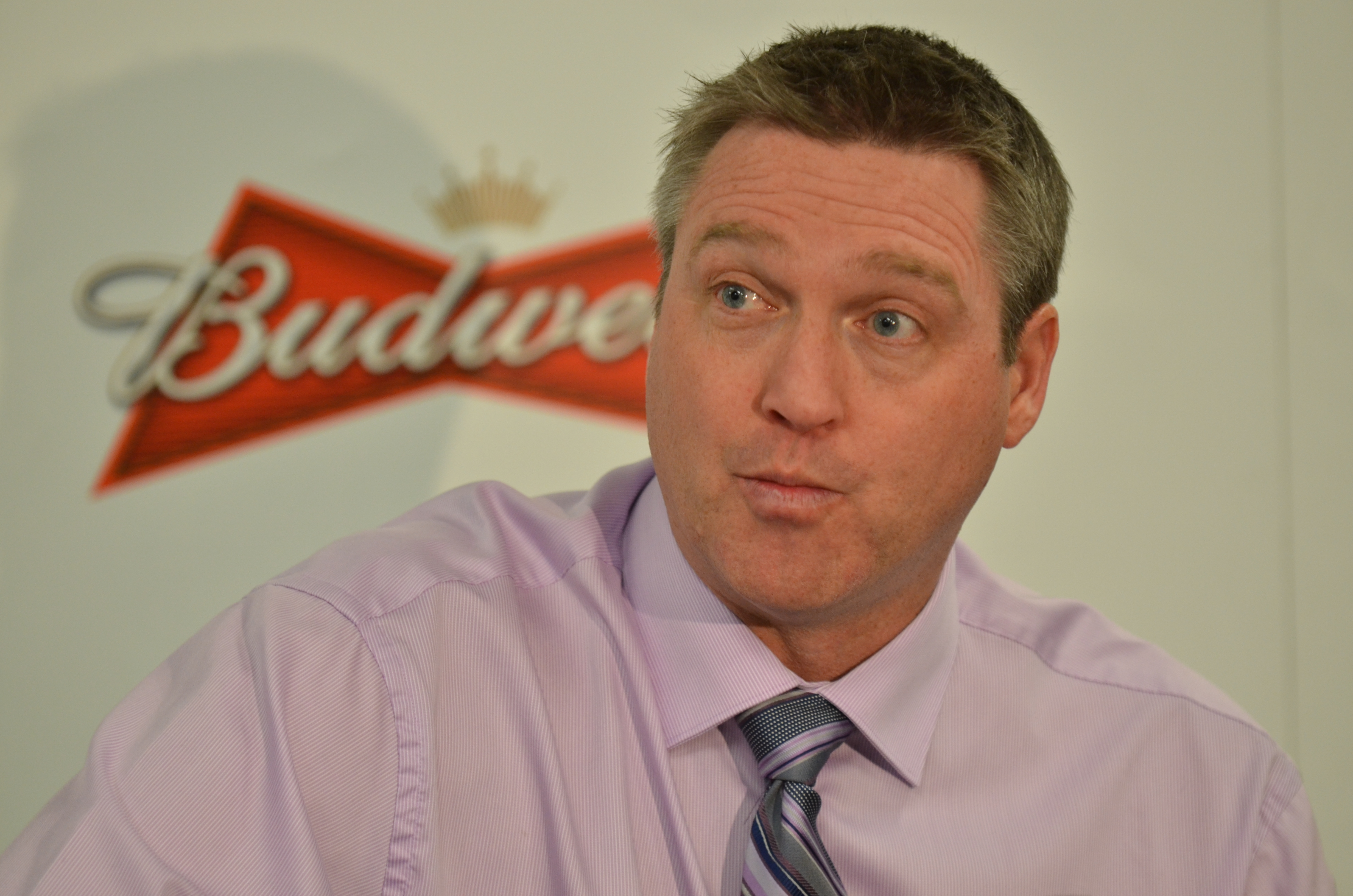
Patrick Roy, 2012.

Uppdaterat: 24 maj 2025
| Yrkestitel               | Namn            |
| ------------------------ | --------------- |
| President                | Vakant          |
| General manager          | Mathieu Darche  |
| Tränare                  | Patrick Roy     |
| Assisterande tränare     | Doug Houda      |
|                          | John MacLean    |
| Målvaktschef             | Mitch Korn      |
| Målvaktstränare          | Piero Greco     |
| Special Assignment Coach | Jacques Lemaire |

## Utmärkelser

### Pensionerade nummer
Sex spelares nummer har blivit "pensionerade" av klubben, det vill säga ingen annan spelare kommer någonsin att få använda samma nummer i New York Islanders. Ytterligare ett nummer har blivit pensionerat av själva ligan.
| - #5 - Denis Potvin, 1973-1988 - #9 - Clark Gillies, 1974-1986 - #19 - Bryan Trottier, 1975-1990 - #22 - Mike Bossy, 1977-1987 | - #23 - Bob Nystrom, 1972-1986 - #31 - Billy Smith, 1972-1989 - #99 - Wayne Gretzky (NHL) |

### Hall of Famers
| - Mike Bossy (Invald 1991) - Spelare: Spelade i Islanders mellan 1977 och 1987. - Denis Potvin (Invald 1991) - Spelare: Spelade i Islanders mellan 1973 och 1988. - Billy Smith (Invald 1993) - Spelare: Spelade i Islanders mellan 1972 och 1989. - Bill Torrey (Invald 1995) - Ledare: Var general manager för Islanders mellan 1972 och 1992. | - Al Arbour (Invald 1996) - Ledare: Var huvudtränare för Islanders mellan 1973 och 1986, 1988 till 1994 och 2007 till 2008. - Bryan Trottier (Invald 1997) - Spelare: Spelade i Islanders mellan 1975 och 1990. - Clark Gillies (Invald 2002) - Spelare: Spelade i Islanders mellan 1974 och 1986. - Pat LaFontaine (Invald 2003) - Spelare: Spelade i Islanders mellan 1984 och 1991. |

### Troféer
| Stanley Cup - 1979-1980, 1980-1981, 1981-1982 & 1982-1983 Clarence S. Campbell Bowl - 1977-1978, 1978-1979 & 1980-1981 Prince of Wales Trophy - 1981-1982, 1982-1983 & 1983-1984 Art Ross Trophy - Bryan Trottier: 1978-1979 Bill Masterton Memorial Trophy - Ed Westfall: 1976-1977 - Mark Fitzpatrick: 1991-1992 Calder Memorial Trophy - Denis Potvin: 1973-1974 - Bryan Trottier: 1975-1976 - Mike Bossy: 1977-78 - Bryan Berard: 1996-1997 Conn Smythe Trophy - Bryan Trottier: 1979-1980 - Butch Goring: 1980-1981 - Mike Bossy: 1981-1982 - Billy Smith: 1982-1983 | Frank J. Selke Trophy - Michael Peca: 2001-2002 Hart Memorial Trophy - Bryan Trottier: 1978-1979 Jack Adams Award - Al Arbour: 1978-1979 James Norris Memorial Trophy - Denis Potvin: 1975-1976, 1977-1978 & 1978-1979 King Clancy Memorial Trophy - Bryan Trottier: 1988-1989 Lady Byng Memorial Trophy - Mike Bossy: 1982-1983, 1983-1984 & 1985-1986 - Pierre Turgeon: 1992-1993 Lester Patrick Memorial Trophy - Bill Torrey: 1982-1983 - Al Arbour: 1991-1992 - Ken Morrow: 1995-1996 - Pat LaFontaine: 1996-1997 Vezina Trophy - Billy Smith: 1981-1982 William M. Jennings Trophy - Billy Smith: 1982-1983 - Roland Melanson: 1982-1983 |

## General managers
| - Bill Torrey, 1972–19921 - Don Maloney, 1992–1995 - Mike Milbury, 1995–2006 - Neil Smith, 2006 | - Garth Snow, 2006–2018 - Lou Lamoriello, 2018–2025 - Mathieu Darche, 2025– |

## Tränare
| - Phil Goyette, 1972–1973 - Earl Ingarfield, 1973 - Al Arbour, 1973–19861 - Terry Simpson, 1986–1988 - Al Arbour, 1988–1994 - Lorne Henning, 1994–1995 - Mike Milbury, 1995–1997 - Rick Bowness, 1997–1998 - Mike Milbury, 1998-1999 - Bill Stewart, 1999 - Butch Goring, 1999–2001 - Lorne Henning, 2001 | - Peter Laviolette, 2001–2003 - Steve Stirling, 2003–2006 - Brad Shaw, 2006 - Ted Nolan, 2006–2007 - Al Arbour, 2007 - Ted Nolan, 2007–2008 - Scott Gordon, 2008–2010 - Jack Capuano, 2010–2017 - Doug Weight, 2017–2018 - Barry Trotz, 2018–2022 - Lane Lambert, 2022–2024 - Patrick Roy, 2024– |

## Lagkaptener
| - Ed Westfall, 1972–1977 - Clark Gillies, 1977–1979 - Denis Potvin, 1979–19871 - Brent Sutter, 1987–1991 - Patrick Flatley, 1991–1996 - Ingen var utnämnd lagkapten för säsong 1996–1997 - Bryan McCabe, 1997–1998 - Trevor Linden, 1998–1999 - Kenny Jönsson, 1999–2000 | - Ingen var utnämnd lagkapten för säsong 2000–2001 - Michael Peca, 2001–2004 - Lockout, 2004–2005 - Aleksej Jasjin, 2005–2007 - Bill Guerin, 2007–2009 - Doug Weight, 2009–2011 - Mark Streit, 2011–2013 - John Tavares, 2013–2018 - Anders Lee, 2018– |

1 Vann Stanley Cup med Islanders.

## Statistik

### Poängledare
Topp tio för mest poäng i klubbens historia. Siffrorna uppdateras efter varje genomförd säsong.

Pos = Position; SM = Spelade matcher; M = Mål; A = Assists; P = Poäng; P/M = Poäng per match * = Fortfarande aktiv i klubben ** = Fortfarande aktiv i NHL

#### Grundserie
Uppdaterat efter 2011-12
| Player         | POS | GP    | G   | A   | Pts   |
| -------------- | --- | ----- | --- | --- | ----- |
| Bryan Trottier | C   | 1 123 | 500 | 853 | 1 353 |
| Mike Bossy     | RW  | 752   | 573 | 553 | 1 126 |
| Denis Potvin   | D   | 1 060 | 310 | 742 | 1 052 |
| Clark Gillies  | LW  | 872   | 304 | 359 | 663   |
| Brent Sutter   | C   | 694   | 287 | 323 | 610   |
| Pat LaFontaine | C   | 530   | 287 | 279 | 566   |
| John Tonelli   | LW  | 594   | 206 | 338 | 544   |
| Bob Bourne     | C   | 814   | 238 | 304 | 542   |
| Bob Nystrom    | RW  | 900   | 235 | 278 | 513   |
| Derek King     | LW  | 638   | 211 | 288 | 499   |

## Svenska spelare
Uppdaterat: 2017-01-25
| Målvakter        | Målvakter | Målvakter | Målvakter | Målvakter | Målvakter | Målvakter  | Målvakter | Målvakter | Målvakter | Målvakter | Målvakter | Målvakter | Målvakter  | Målvakter | Målvakter | Målvakter | Målvakter | Målvakter   |
| Spelare          | #         | Från      | Till      | Matcher¹  | Vinster¹  | Förluster¹ | Övertid¹  | GAA¹      | SVS%¹     | Nollor¹   | Matcher²  | Vinster²  | Förluster² | Övertid²  | GAA²      | SVS%²     | Nollor²   | Stanley Cup |
| ---------------- | --------- | --------- | --------- | --------- | --------- | ---------- | --------- | --------- | --------- | --------- | --------- | --------- | ---------- | --------- | --------- | --------- | --------- | ----------- |
| Göran Högosta    | 30        | 1977      | 1979      | 1         | 0         | 0          | -         | 0,00      | -         | 0         | 0         | 0         | 0          | -         | 0,00      | -         | 0         | 0           |
| Tommy Söderström | 30        | 1994      | 1997      | 78        | 19        | 34         | -         | 2,32      | .890      | 3         | 0         | 0         | 0          | -         | 0,00      | .000      | 0         | 0           |
| Tommy Salo       | 35        | 1994      | 1999      | 187       | 62        | 94         | -         | 3,02      | .895      | 14        | 0         | 0         | 0          | -         | 0,00      | .000      | 0         | 0           |
| Anders Nilsson   | 45        | 2011      | 2014      | 23        | 9         | 9          | 0         | 3,05      | .898      | 1         | 0         | 0         | 0          | 0         | 0,00      | .000      | 0         | 0           |
| Robin Lehner     | 40        | 2018      | 2019      | 46        | 25        | 13         | 0         | 2,13      | .930      | 6         | 8         | 4         | 4          | 0         | 2,00      | .936      | 0         | 0           |
| Marcus Högberg   | 50        | 2024      |           | 0         | 0         | 0          | 0         | 0         | 0         | 0         | 0         | 0         | 0          | 0         | 0         | 0         | 0         | 0           |

| Utespelare        | Utespelare | Utespelare | Utespelare | Utespelare | Utespelare | Utespelare | Utespelare | Utespelare | Utespelare | Utespelare | Utespelare | Utespelare | Utespelare | Utespelare | Utespelare | Utespelare  |
| Spelare           | Pos        | #          | K/A        | Från       | Till       | Matcher¹   | Mål¹       | Assists¹   | Poäng¹     | PIM¹       | Matcher²   | Mål²       | Assists¹   | Poäng²     | PIM²       | Stanley Cup |
| ----------------- | ---------- | ---------- | ---------- | ---------- | ---------- | ---------- | ---------- | ---------- | ---------- | ---------- | ---------- | ---------- | ---------- | ---------- | ---------- | ----------- |
| Bob Nystrom       | HF         | 20, 5, 23  |            | 1972       | 1986       | 900        | 235        | 278        | 513        | 1248       | 157        | 39         | 44         | 83         | 236        | 4           |
| Stefan Persson    | B          | 7          |            | 1977       | 1986       | 622        | 52         | 317        | 369        | 574        | 102        | 7          | 50         | 57         | 69         | 4           |
| Anders Kallur     | HF         | 28         |            | 1979       | 1985       | 372        | 101        | 110        | 211        | 149        | 78         | 12         | 23         | 35         | 32         | 4           |
| Mats Hallin       | C          | 20         |            | 1981       | 1985       | 108        | 14         | 12         | 26         | 103        | 14         | 1          | 0          | 1          | 28         | 1           |
| Tomas Jonsson     | B          | 3          |            | 1981       | 1989       | 532        | 84         | 249        | 333        | 460        | 76         | 9          | 26         | 35         | 91         | 2           |
| Niklas Andersson  | VF         | 32, 11     |            | 1994 2000  | 1997 2000  | 139        | 29         | 50         | 79         | 77         | 0          | 0          | 0          | 0          | 0          | 0           |
| Andreas Johansson | VF         | 38         |            | 1995       | 1996       | 18         | 3          | 3          | 6          | 0          | 0          | 0          | 0          | 0          | 0          | 0           |
| Kenny Jönsson     | B          | 3, 29      | K/A        | 1996       | 2004       | 597        | 57         | 175        | 232        | 260        | 15         | 1          | 3          | 4          | 6          | 0           |
| Jörgen Jönsson    | C          | 32         |            | 1999       | 2000       | 68         | 11         | 17         | 28         | 16         | 0          | 0          | 0          | 0          | 0          | 0           |
| Mikael Andersson  | HF         | 43         |            | 2000       | 2000       | 19         | 0          | 3          | 3          | 4          | 0          | 0          | 0          | 0          | 0          | 0           |
| Johan Davidsson   | C          | 24         |            | 2000       | 2000       | 14         | 2          | 4          | 6          | 0          | 0          | 0          | 0          | 0          | 0          | 0           |
| Mats Lindgren     | C          | 10         |            | 2000       | 2002       | 134        | 20         | 26         | 46         | 52         | 0          | 0          | 0          | 0          | 0          | 0           |
| Dick Tärnström    | B          | 47, 8      |            | 2001       | 2002       | 62         | 3          | 16         | 19         | 38         | 5          | 0          | 0          | 0          | 0          | 0           |
| Mattias Timander  | B          | 2          |            | 2002       | 2004       | 85         | 4          | 14         | 18         | 26         | 1          | 0          | 0          | 0          | 0          | 0           |
| Mattias Weinhandl | HF         | 11         |            | 2002       | 2006       | 155        | 16         | 33         | 49         | 50         | 5          | 0          | 0          | 0          | 0          | 0           |
| Robert Nilsson    | C          | 21         |            | 2005       | 2007       | 53         | 6          | 14         | 20         | 26         | 0          | 0          | 0          | 0          | 0          | 0           |
| David Ullström    | VF         | 41         |            | 2011       | 2013       | 49         | 6          | 7          | 13         | 12         | 3          | 0          | 1          | 1          | 0          | 0           |
| John Persson      | VF         | 56         |            | 2013       | 2015       | 10         | 1          | 0          | 1          | 6          | 0          | 0          | 0          | 0          | 0          | 0           |
| Johan Sundström   | C          | 28         |            | 2013       | 2015       | 11         | 0          | 1          | 1          | 6          | 0          | 0          | 0          | 0          | 0          | 0           |
| Sebastian Aho     | B          | 28         |            | 2017       | 2024       | 190        | 11         | 39         | 50         | 52         | 6          | 0          | 1          | 1          | 2          | 0           |
| Dmytro Timashov   | VF         | 41         |            | 2020       | 2021       | 1          | 0          | 0          | 0          | 0          | 0          | 0          | 0          | 0          | 0          | 0           |
| Simon Holmström   | HF         | 10         |            | 2022       |            |            |            |            |            |            |            |            |            |            |            |             |
| Pierre Engvall    | VF         | 18         |            | 2023       | -          |            |            |            |            |            |            |            |            |            |            |             |
| Adam Boqvist      | B          | 18         |            | 2025       | -          |            |            |            |            |            |            |            |            |            |            |             |

¹ = Grundserie
² = Slutspel
Övertid = Vunnit matcher som har gått till övertid. | GAA = Insläppta mål i genomsnitt | SVS% = Räddningsprocent | Nollor = Hållit nollan det vill säga att motståndarlaget har ej lyckats göra mål på målvakten under en match. | K/A = Om spelare har varit lagkapten och/eller assisterande lagkapten | PIM = Utvisningsminuter

## Första draftval
| - 1972: Billy Harris (Islanders, Kings, Maple Leafs) (1972–1984, HF) Vald som nummer ett. - 1973: Denis Potvin (Islanders) (1973–1988, B) Vald som nummer ett. - 1974: Clark Gillies (Islanders, Sabres) (1974–1988, VF) Vald som nummer fyra. - 1975: Pat Price (Islanders) (1975–1988, B) Vald som nummer 11. - 1976: Alex McKendry (Islanders, Flames) (1977–1981, F) Vald som nummer 14. - 1977: Mike Bossy (Islanders) (1977–1987, HF) Vald som nummer 15. - 1978: Steve Tambellini (Islanders, Rockies, Devils, Flames, Canucks) (1978–1988, F) Vald som nummer 15. - 1979: Duane Sutter (Islanders, Blackhawks) (1979–1990, HF) Vald som nummer 17. - 1980: Brent Sutter (Islanders, Blackhawks) (1980–1998, C) Vald som nummer 17. - 1981: Paul Boutilier (Islanders, North Stars, Bruins, Rangers, Jets) (1982–1989, B) Vald som nummer 21. - 1982: Patrick Flatley (Islanders, Rangers) (1983–1997, HF) Vald som nummer 21. - 1983: Pat LaFontaine (Islanders, Sabres, Rangers) (1983–1998, C) Vald som nummer tre. - 1983: Gerald Diduck (Islanders, Canadiens, Canucks, Blackhawks, Whalers, Coyotes, Maple Leafs, Stars) (1984–2001, B) Vald som nummer 16. - 1984: Duncan MacPherson (Spelade aldrig i NHL.) (, B) Vald som nummer 20. - 1985: Brad Dalgarno (Islanders) (1986–1996, HF) Vald som nummer sex. - 1985: Derek King (Islanders, Whalers, Maple Leafs, Blues) (1986–2000, VF) Vald som nummer 13. - 1986: Tom Fitzgerald (Islanders, Panthers, Avalanche, Predators, Blackhawks, Maple Leafs, Bruins) (1988–2006, HF) Vald som nummer 17. - 1987: Dean Chynoweth (Islanders, Bruins) (1988–1998, B) Vald som nummer 13. - 1988: Kevin Cheveldayoff (Spelade aldrig i NHL.) (, B) Vald som nummer 16. | - 1989: Dave Chyzowski (Islanders, Blackhawks) (1989–1997, VF) Vald som nummer två. - 1990: Scott Scissons (Islanders) (1990–1994, C) Vald som nummer sex. - 1991: Scott Lachance (Islanders, Canadiens, Canucks, Blue Jackets) (1991–2004, B) Vald som nummer fyra. - 1992: Darius Kasparaitis (Islanders, Penguins, Avalanche, Rangers) (1992–2006, B) Vald som nummer fem. - 1993: Todd Bertuzzi (Islanders, Canucks, Panthers, Ducks, Flames, Red Wings) (1995–2014, HF) Vald som nummer 23. - 1994: Brett Lindros (Islanders) (1995–1996, HF) Vald som nummer nio. - 1995: Wade Redden (Senators, Rangers, Blues, Bruins) (1996–2010, 2013–2014, B) Vald som nummer två. - 1996: Jean-Pierre Dumont (Blackhawks, Sabres, Predators) (1998–2011, HF) Vald som nummer tre. - 1997: Roberto Luongo (Islanders, Canucks, Panthers) (1998–, MV) Vald som nummer fyra. - 1997: Eric Brewer (Islanders, Oilers, Blues, Lightning, Ducks, Maple Leafs) (1998–2015, B) Vald som nummer fem. - 1998: Mike Rupp (Devils, Coyotes, Blue Jackets, Penguins, Rangers, Wild) (2000–2014, C) Vald som nummer nio. - 1999: Tim Connolly (Islanders, Sabres, Maple Leafs) (1999–2013, C) Vald som nummer fem. - 1999: Taylor Pyatt (Islanders, Sabres, Canucks, Coyotes, Rangers, Penguins) (2000–2014, VF) Vald som nummer åtta. - 1999: Branislav Mezei (Islanders, Panthers) (2000–2008, B) Vald som nummer tio. - 2000: Rick DiPietro (Islanders) (2000–2013, MV) Vald som nummer ett. - 2000: Raffi Torres (Islanders, Oilers, Blue Jackets, Canucks, Coyotes, Sharks) (2003–2014, VF) Vald som nummer fem. - 2001: Islanders saknade val i förstarundan. - 2002: Sean Bergenheim (Islanders, Lightning, Panthers, Wild) (2003–2015, YF) Vald som nummer 22. - 2003: Robert Nilsson (Islanders, Oilers) (2005–2010, C) Vald som nummer 15. | - 2004: Petteri Nokelainen (Islanders, Bruins, Ducks, Coyotes, Canadiens) (2005–2010, 2011–2012, C) Vald som nummer 16. - 2005: Ryan O'Marra (Oilers) (2009–2012, C) Vald som nummer 15. - 2006: Kyle Okposo (Islanders, Sabres) (2007–, YF) Vald som nummer sju. - 2007: Islanders saknade val i förstarundan. - 2008: Josh Bailey (Islanders) (2008–, C) Vald som nummer nio. - 2009: John Tavares (Islanders) (2009–, C) Vald som nummer ett. - 2009: Calvin de Haan (Islanders) (2011–, B) Vald som nummer 12. - 2010: Nino Niederreiter (Islanders, Wild) (2010–, HF) Vald som nummer fem. - 2010: Brock Nelson (Islanders) (2013–, C) Vald som nummer 30. - 2011: Ryan Strome (Islanders) (2013–, C) Vald som nummer fem. - 2012: Griffin Reinhart (Islanders, Oilers) (, B) Vald som nummer fyra. - 2013: Ryan Pulock (Islanders) (, B) Vald som nummer 15. - 2014: Michael Dal Colle (Har ännu inte spelat i NHL.) (, VF) Vald som nummer fem. - 2014: Josh Ho-Sang (Har ännu inte spelat i NHL.) (, C) Vald som nummer 28. - 2015: Mathew Barzal (Har ännu inte spelat i NHL.) (, C) Vald som nummer 16. - 2015: Anthony Beauvillier (Har ännu inte spelat i NHL.) (, VF) Vald som nummer 28. - 2016: Kieffer Bellows (Har ännu inte spelat i NHL.) (, VF) Vald som nummer 19. |